# Neoarius latirostris
Neoarius latirostris es una especie de pez de la familia Ariidae en el orden de los Siluriformes.

## Morfología
• Los machos pueden llegar alcanzar los 50 cm de longitud total.

## Alimentación
Come artrópodos terrestres, insectos acuáticos,  plantas, moluscos,  gambas y peces hueso.

## Distribución geográfica
Se encuentra en la isla de Nueva Guinea.